# Bülitz (Luckau)
Bülitz ist ein Ortsteil der Gemeinde Luckau (Wendland) im Landkreis Lüchow-Dannenberg in Niedersachsen. Das Dorf liegt westlich vom Kernbereich von Luckau zwischen der nördlich verlaufenden B 493 und der B 71.

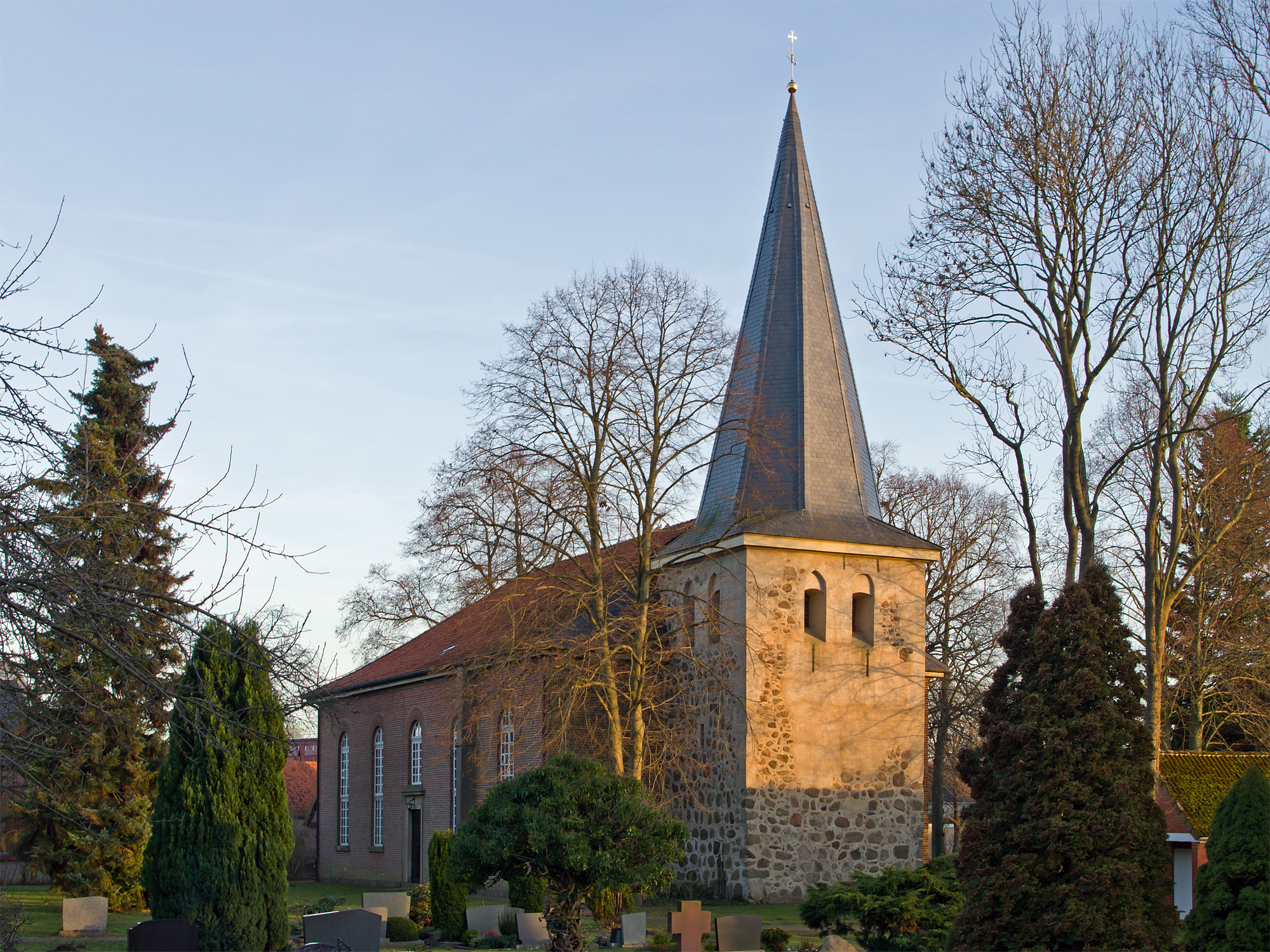
Kirche St. Martin in Bülitz

## Geschichte
Am 1. Juli 1972 wurde Bülitz in die Gemeinde Luckau eingegliedert.
Die evangelisch-lutherische denkmalgeschützte Kirche steht auf dem Kirchfriedhof.

## Sohn des Ortes
- Gustav Pfeiffer (1768–1831), lutherischer Geistlicher